# STS-134
STS-134, voluit Space Transportation System-134, is een spaceshuttlemissie. Volgens planning zouden de bestaande spaceshuttles van de NASA na STS-133 buiten gebruik worden gesteld. Er ontstond echter enige controverse omdat hierdoor verschillende componenten niet meer naar het internationaal ruimtestation ISS zouden kunnen worden gebracht. In het bijzonder de Alpha Magnetic Spectrometer was de reden dat het Huis van Afgevaardigden op 19 juni 2008 besloot om toestemming te geven voor een extra vlucht, de STS-134, om enkele wetenschappelijke experimenten naar het station te brengen.
De missie werd goedgekeurd door de Senaat op 25 september 2008 en hoewel oud-president George W. Bush aanvankelijk tegen verdere spaceshuttlemissies gekant was omdat zij de overgang naar Project Constellation zouden kunnen vertragen, tekende hij de wet op 15 oktober 2008.
De lancering stond oorspronkelijk gepland voor 29 juli 2010 maar dat werd in april 2010 opgeschoven naar medio november. Op 2 juli werd bekendgemaakt dat de lancering niet voor 26 februari 2011 plaats zou vinden, maar eind 2010 werd de missie nog verder uitgesteld: omdat STS-133 op zijn beurt uitgesteld was naar februari 2011 en twee spaceshuttlevluchten tegelijk niet mogelijk zijn, moest STS-134 nu wachten tot minimaal april 2011. Op 29 april 2011 maakte NASA bekend dat de lancering met minimaal 72 uur werd uitgesteld vanwege problemen met de auxiliary power unit (APU). Hierdoor was de volgende gelegenheid 2 mei 2011 om 14:28:56 EDT (18:28:56 UTC). Op 1 mei werd bekendgemaakt dat die datum niet gehaald zou worden en werd de lancering verder uitgesteld en wel naar op zijn vroegst 10 mei 2011. Na nogmaals uitgesteld te zijn werd de shuttle uiteindelijk op 16 mei om 8:56 lokale tijd gelanceerd.

## Bemanning
| Positie            | Gelanceerde astronaut              | Gelande astronaut                  |
| ------------------ | ---------------------------------- | ---------------------------------- |
| Bevelhebber        | Mark E. Kelly 4e ruimtevlucht      | Mark E. Kelly 4e ruimtevlucht      |
| Piloot             | Gregory H. Johnson 2e ruimtevlucht | Gregory H. Johnson 2e ruimtevlucht |
| Missiespecialist 1 | Gregory Chamitoff 2e ruimtevlucht  | Gregory Chamitoff 2e ruimtevlucht  |
| Missiespecialist 2 | Michael Fincke 3e ruimtevlucht     | Michael Fincke 3e ruimtevlucht     |
| Missiespecialist 3 | Roberto Vittori 3e ruimtevlucht    | Roberto Vittori 3e ruimtevlucht    |
| Missiespecialist 4 | Andrew J. Feustel 2e ruimtevlucht  | Andrew J. Feustel 2e ruimtevlucht  |

### Reservebemanning
Nadat Kelly's vrouw Gabrielle Giffords op 8 januari 2011 tijdens een schietpartij in Tucson (Arizona) levensgevaarlijk gewond raakte, heeft NASA op 13 januari Frederick W. Sturckow als vervanger voor Kelly aangewezen. Sturckows belangrijkste taak was ervoor te zorgen dat de training van de rest van de bemanning en het ondersteunend personeel doorgaat. Kelly heeft zich op 8 februari 2011 weer bij de crew aangesloten.

## Payload
De primary payload voor deze missie bestaat uit:
- 36th station flight (ULF6)
- EXPRESS Logistics Carrier 3 (ELC3)
- Alpha Magnetic Spectrometer (AMS)

## Suïcide
Tijdens de voorbereidingen op de lancering viel er op 14 maart een medewerker van NASA van een toegangsarm van launchpad 39-A. Het leven van de medewerker kon door hulpverleners niet meer worden gered. Al het werk aan de shuttle is gedurende de rest van de dag opgeschort en aan familieleden/medewerkers is slachtofferhulp toegewezen. Het incident werd onderzocht en er werd geconcludeerd dat het zelfmoord betrof.

## Galerij

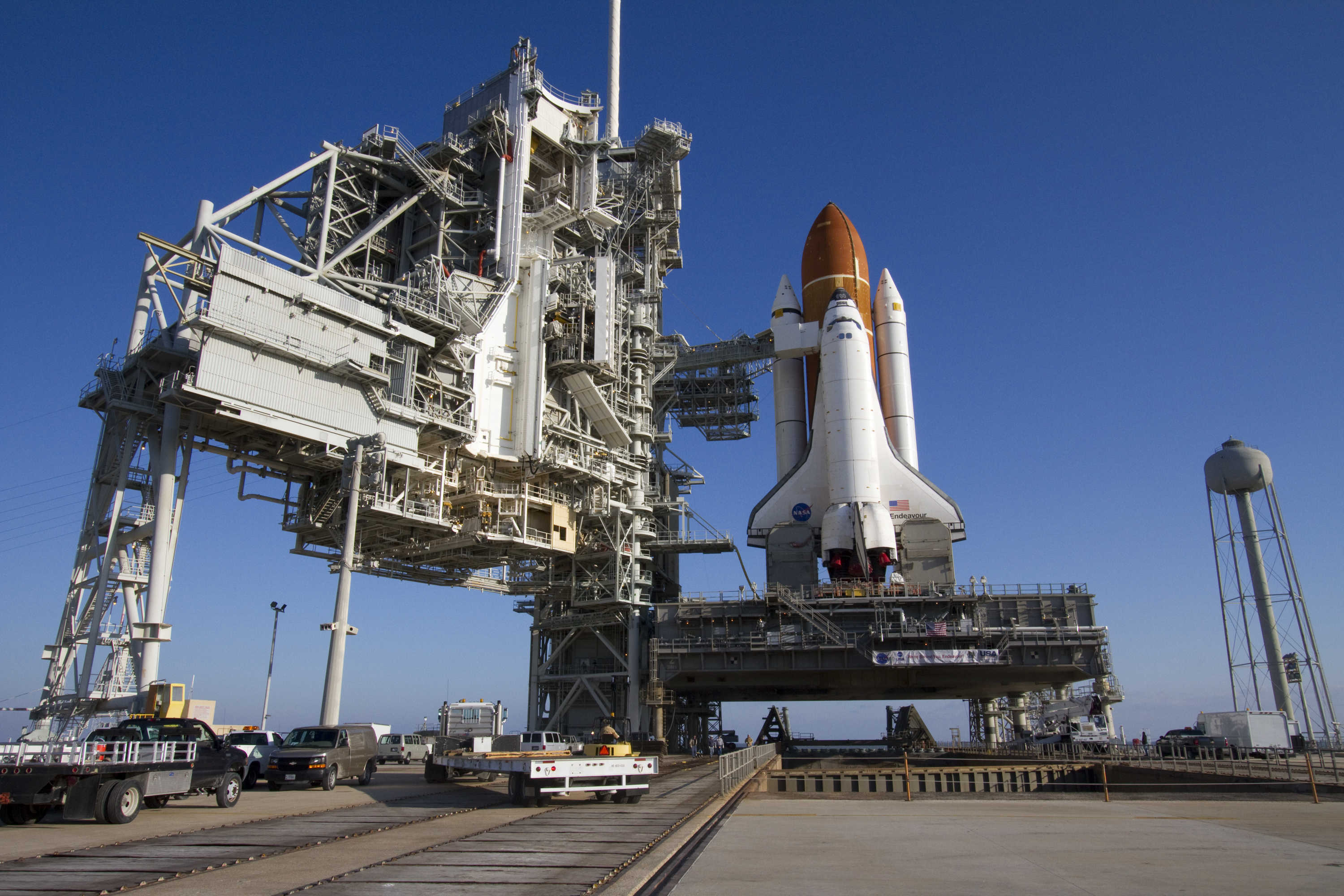
Spaceshuttle Endeavour op Launch Pad 39A
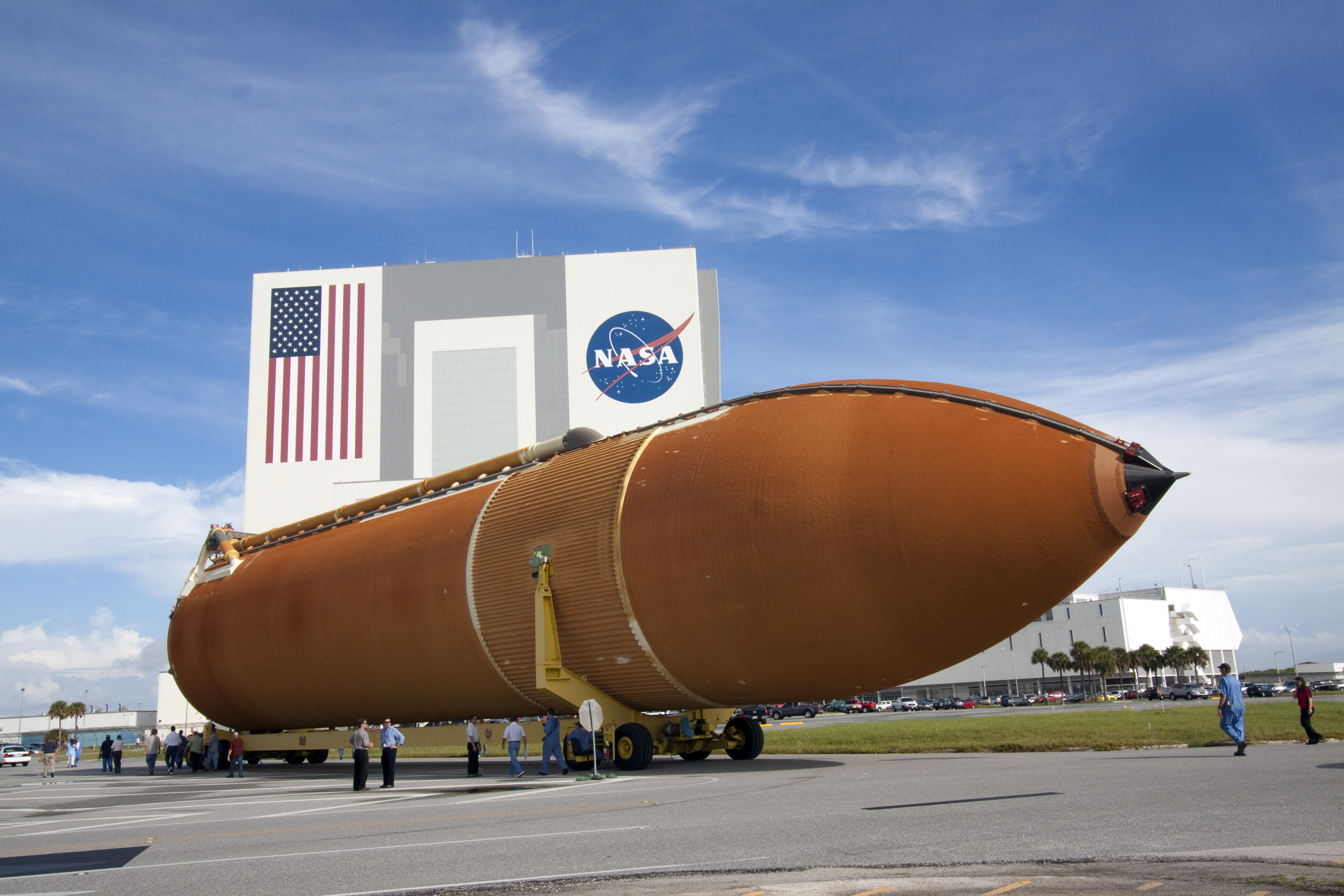
Externe brandstoftank ET-122 voor het Vehicle Assembly Building
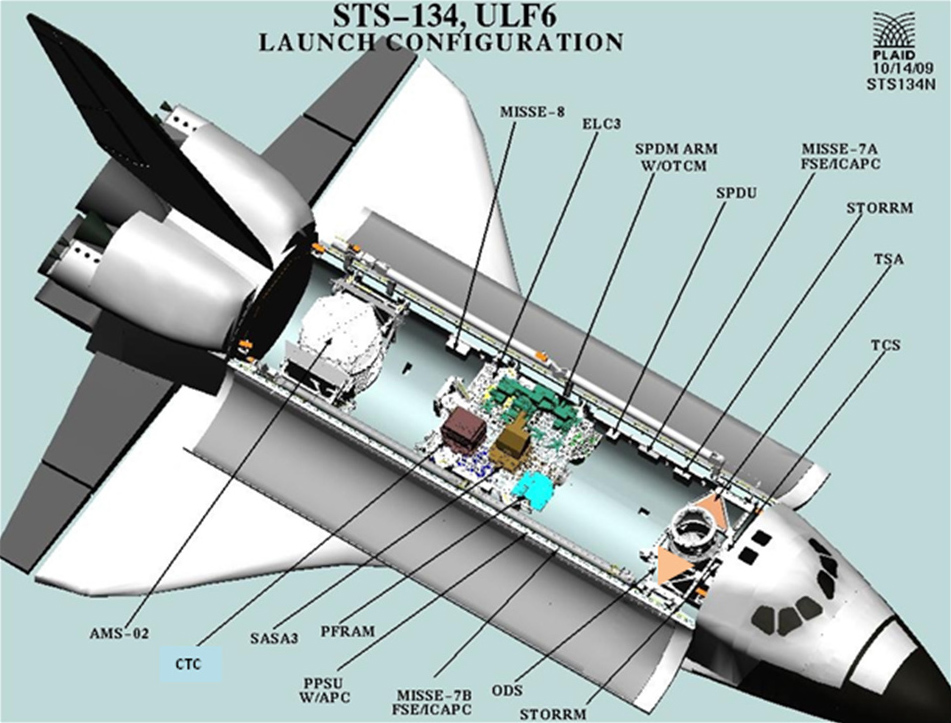
Overzicht payload STS-134

- Film lancering STS-134